# Juan Manuel Pinelo
Juan Manuel Pinelo, (Ica, Virreinato del Perú, siglo XVIII - Perú, siglo XIX) fue un prócer de la Independencia del Perú, que participó en  la Rebelión del Cuzco de 1814 y operó sobre las provincias de Puno y La Paz, comandando una división junto con el cura Ildefonso de las Muñecas. Derrotado, logró escapar de la represión realista.

## Biografía
Natural de Ica, pasó a Cuzco para cursar estudios superiores. Al producirse la invasión del ejército patriota rioplatense al Alto Perú, se enroló en el ejército realista como sargento primero del regimiento N.º 1 de Cuzco, sirviendo a órdenes del general Francisco Picoaga. Por su destacada actuación fue ascendido a capitán. Pero ganado ya por las ideas liberales, se involucró en la conspiración que los patriotas cusqueños, encabezados por los hermanos Angulo, tramaban en la ciudad imperial.
Iniciada la rebelión cuzqueña el 3 de agosto de 1814, se le reconoció el grado de coronel y se le confió el mando de la expedición enviada hacia Puno y el Alto Perú, asociado al cura Ildefonso de las Muñecas. Tomaron sin resistencia Puno el 26 de agosto, luego de que el gobernador Manuel Químper la abandonara. Allí fueron capturados y ejecutados a garrotazos y pedradas 18 españoles. Luego se dirigieron hacia el fuerte que guarnecía el paso del río Desaguadero, en donde se hallaba el realista Joaquín Revuelta con 13 piezas de artillería, cuantiosos pertrechos y 160 hombres, los que desertaron a la llegada de los patriotas el 11 de septiembre. 
Con un ejército formado por 400 fusileros, 2 culebrinas y 4 cañones, Pinelo y Muñecas se dirigieron a La Paz, ciudad protegida por el gobernador intendente marqués de Valdehoyos con 300 hombres y 4 piezas de artillería. Después de dos días de sitio, el 24 de septiembre los patriotas ocuparon La Paz, donde tomaron prisioneros a cinco generales y ocho coroneles realistas, así como a las autoridades de la ciudad. Cuatro días después, se produjo una sorpresiva explosión del polvorín del cuartel en la que murieron varios soldados cuzqueños, suceso fortuito que fue achacado a los realistas y originó una sangrienta represalia contra la población española y criolla, que a Pinelo le fue imposible detener. Fueron asesinados 52 españoles y 16 criollos de la ciudad, entre ellos el marqués de Valdehoyos.
Pinelo y Muñecas organizaron una junta de gobierno en La Paz, que estaba compuesta por José Astete, Eugenio Medina y José Agustín Arze. La reacción realista no se hizo esperar. Ante el avance del general realista Juan Ramírez Orozco, Pinelo organizó la defensa en el fuerte del Desaguadero, pero fue derrotado en la batalla de Achocalla el 2 de noviembre de 1814, logrando escapar debido al mal estado de la caballería realista. Al día siguiente entró Ramírez en la arruinada ciudad de La Paz, donde fueron ejecutados 108 patriotas. Los revolucionarios cuzqueños sobrevivientes, con Pinelo y Muñecas a la cabeza, retrocedieron hasta Puno, donde se unieron a las fuerzas de Pumacahua, siendo finalmente derrotados en la batalla de Umachiri. Pinelo huyó hacia el Cuzco, mientras que el cura Muñecas pasó al otro lado del lago Titicaca, donde mantuvo una desesperada resistencia, hasta que también fue derrotado.
Durante más de diez años, Pinelo permaneció oculto en el Cuzco. Cuando el general Agustín Gamarra ingresó al Cuzco el 23 de diciembre de 1824 luego de la batalla de Ayacucho, fue nombrado intendente de la provincia de Chumbivilcas.